# Nikola Ivanović
Nikola Ivanović (in montenegrino Никола Ивановић; Podgorica, 19 febbraio 1994) è un cestista montenegrino, che gioca come playmaker, nella Pallacanestro Brescia.

## Carriera
Con il Montenegro, ha disputato due edizioni, dei Campionati europei, (2013, 2017) e due Campionati mondiali, (2019, 2023).

## Statistiche

### Eurolega
| Anno      | Squadra      | PG | PT | MP   | TC%  | 3P%  | TL%  | RP  | AP  | PRP | SP  | PP  |
| --------- | ------------ | -- | -- | ---- | ---- | ---- | ---- | --- | --- | --- | --- | --- |
| 2018-2019 | Budućnost    | 8  | 0  | 19,6 | 38,0 | 33,3 | 81,8 | 1,9 | 3,6 | 0,9 | 0,0 | 7,0 |
| 2021-2022 | Stella Rossa | 27 | 0  | 15,4 | 38,3 | 33,8 | 78,3 | 1,6 | 2,4 | 0,5 | 0,0 | 7,6 |
| 2022-2023 | Stella Rossa | 19 | 1  | 15,9 | 38,6 | 31,9 | 83,3 | 1,6 | 1,9 | 0,9 | 0,0 | 4,9 |
| Carriera  | Carriera     | 54 | 1  | 16,2 | 38,3 | 33,1 | 79,6 | 1,6 | 2,4 | 0,7 | 0,0 | 6,6 |

### Eurocup
| Anno      | Squadra   | PG | PT | MP   | TC%  | 3P%  | TL%  | RP  | AP  | PRP | SP  | PP   |
| --------- | --------- | -- | -- | ---- | ---- | ---- | ---- | --- | --- | --- | --- | ---- |
| 2011-2012 | Budućnost | 14 | 0  | 16,3 | 30,7 | 26,3 | 81,1 | 1,6 | 2,0 | 0,9 | 0,1 | 6,1  |
| 2012-2013 | Budućnost | 14 | 6  | 18,9 | 32,4 | 26,3 | 77,4 | 1,3 | 1,0 | 0,5 | 0,0 | 5,9  |
| 2013-2014 | Budućnost | 9  | 3  | 19,3 | 36,0 | 36,4 | 72,7 | 0,9 | 2,4 | 0,8 | 0,1 | 6,7  |
| 2014-2015 | Budućnost | 8  | 2  | 13,0 | 38,1 | 27,3 | 68,8 | 0,9 | 2,2 | 0,4 | 0,0 | 3,8  |
| 2017-2018 | Budućnost | 18 | 1  | 24,9 | 46,0 | 39,2 | 88,2 | 2,4 | 3,3 | 0,9 | 0,0 | 13,4 |
| 2019-2020 | Budućnost | 10 | 1  | 22,6 | 28,8 | 26,2 | 78,3 | 2,1 | 2,6 | 1,0 | 0,1 | 7,1  |
| 2020-2021 | Budućnost | 19 | 1  | 25,5 | 42,0 | 29,8 | 87,1 | 2,2 | 3,4 | 1,2 | 0,1 | 14,6 |
| Carriera  | Carriera  | 92 | 14 | 21,0 | 38,3 | 31,2 | 83,3 | 1,8 | 2,5 | 0,9 | 0,0 | 9,2  |

## Palmarès

### Squadra
- Campionato montenegrino: 6

Budućnost: 2011-12, 2012-13, 2013-14, 2014-15, 2018-19, 2020-21
- Campionato serbo: 2

Stella Rossa: 2021-22, 2022-23
- Coppa del Montenegro: 7

Budućnost: 2012, 2014, 2015, 2018, 2019, 2020, 2021
- Coppa di Serbia: 3

Mega Leks Belgrado: 2016
Stella Rossa: 2022, 2023
- Lega Adriatica: 2

Budućnost: 2017-18
Stella Rossa: 2021-22

### Individuale
- MVP Coppa di Serba: 1

Mega Leks Belgrado: 2016
- All-Eurocup Second Team: 1

Budućnost: 2017-18
- Quintetto ideale della ABA Liga: 1

Budućnost: 2020-21
- KLS MVP finali: 1

Stella Rossa Belgrado: 2021-22